# Sing Along to Songs You Don’t Know
| Оценки критиков | Оценки критиков |
| Источник        | Оценка          |
| --------------- | --------------- |
| Allmusic        | [ 1 ]           |
| BBC Music       | (average)       |
| The Guardian    | [ 3 ]           |
| The Observer    | (favourable)    |
| Pitchfork Media | (3.9/10)        |
| The Times       | [ 6 ]           |

Sing Along to Songs You Don't Know (рус. Подпевайте песни, которые вы не знаете) — пятый студийный альбом экспериментальной исландской группы Múm, выпущенный лейблом Morr Music в августе 2009 года. Впервые альбом можно было скачать на веб-сайте Gogoyoko 17 августа, причём 10% продаж были направлены в неправительственную организацию United Refugees. Европейский релиз альбома состоялся 24 августа 2009 года, а североамериканский релиз — 22 сентября 2009 года.

## Список композиций
| №   | Название                                                  | Длительность |
| --- | --------------------------------------------------------- | ------------ |
| 1.  | «If I Were a Fish»                                        | 4:16         |
| 2.  | «Sing Along»                                              | 5:39         |
| 3.  | «Prophecies and Reversed Memories»                        | 4:06         |
| 4.  | «A River Don't Stop to Breathe»                           | 4:45         |
| 5.  | «The Smell of Today Is Sweet Like Breastmilk in the Wind» | 4:47         |
| 6.  | «Show Me»                                                 | 3:45         |
| 7.  | «Húllabbalabbalúú»                                        | 3:27         |
| 8.  | «Blow Your Nose»                                          | 4:07         |
| 9.  | «Kay-Ray-Kú-Kú-Kó-Kex»                                    | 3:57         |
| 10. | «The Last Shapes of Never»                                | 2:27         |
| 11. | «Illuminated»                                             | 4:09         |
| 12. | «Ladies of the New Century»                               | 3:45         |